# 中山舰博物馆
中山舰博物馆，位于中國大陸湖北省武汉市江夏区金口街中山舰路特一号，是收藏和展示中山舰以及出水文物等的专题性纪念性博物馆。

## 历史
中山舰博物馆收藏和展示中山舰以及出水文物和向社会征集而来的相关文物5,000余件，2011年正式开放。
中山舰博物馆占地面积468亩，总建筑面积约18,000平方米。
2017年，武汉市中山舰博物馆被中国博物馆协会评为第三批国家一级博物馆。

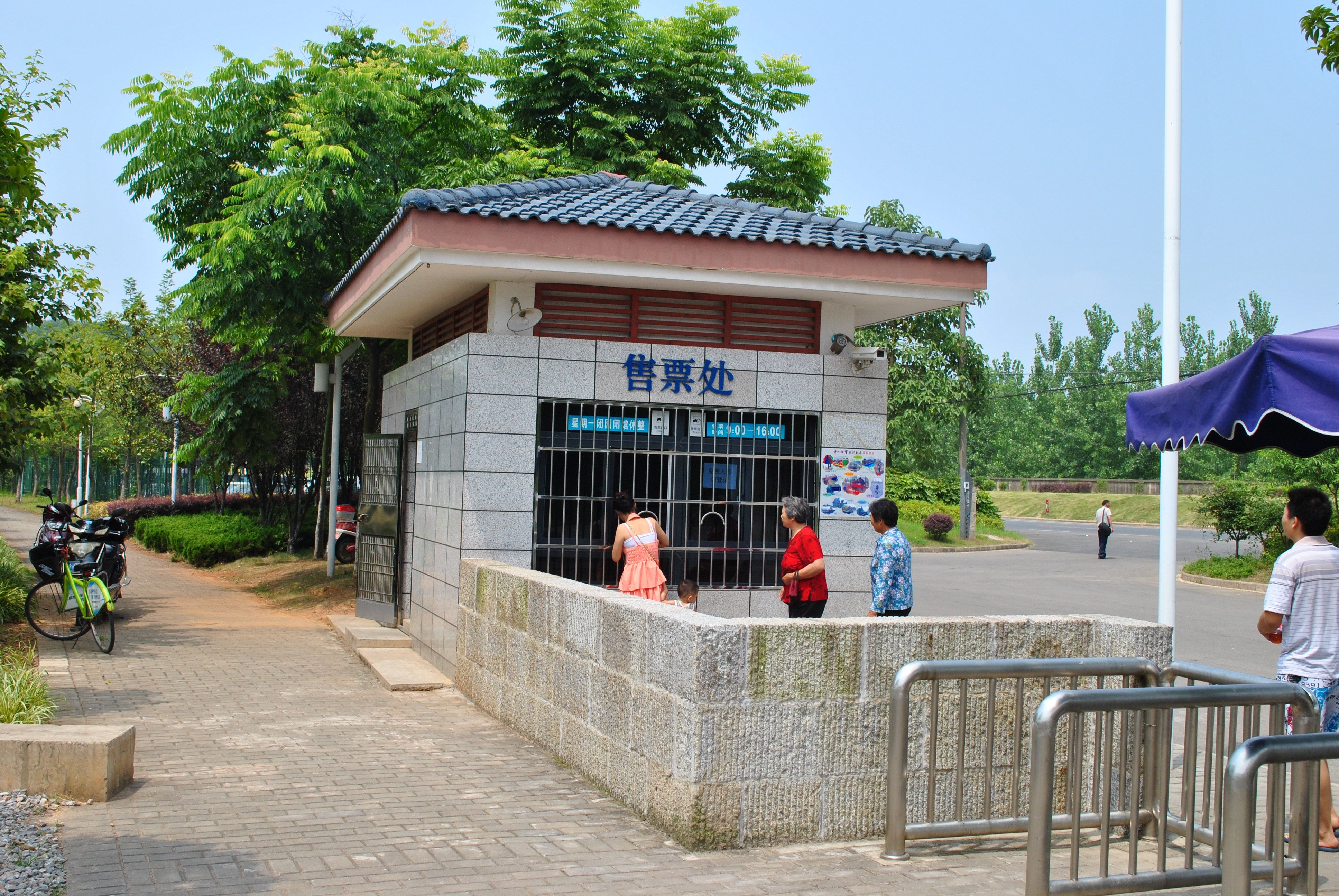
入口
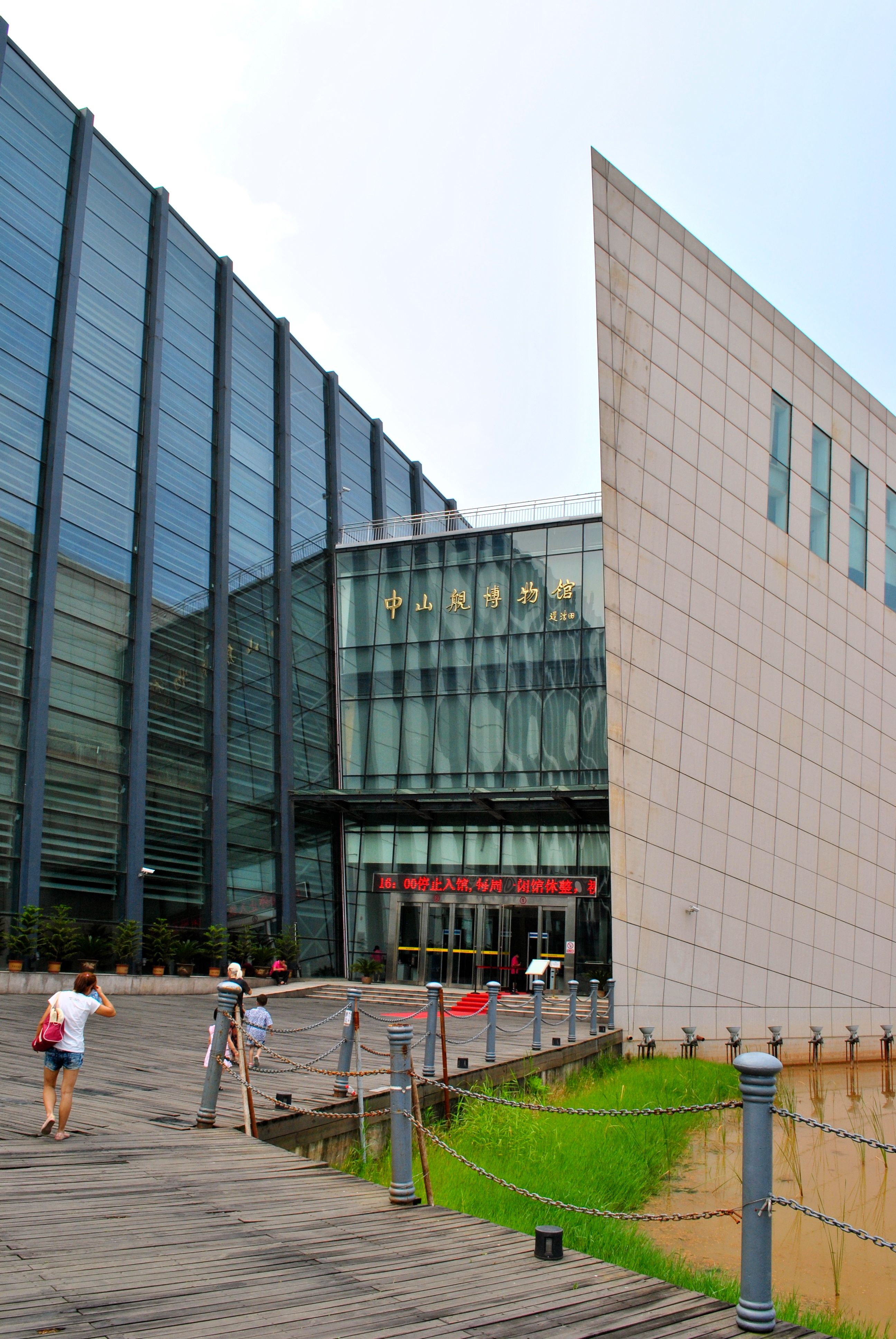
正门
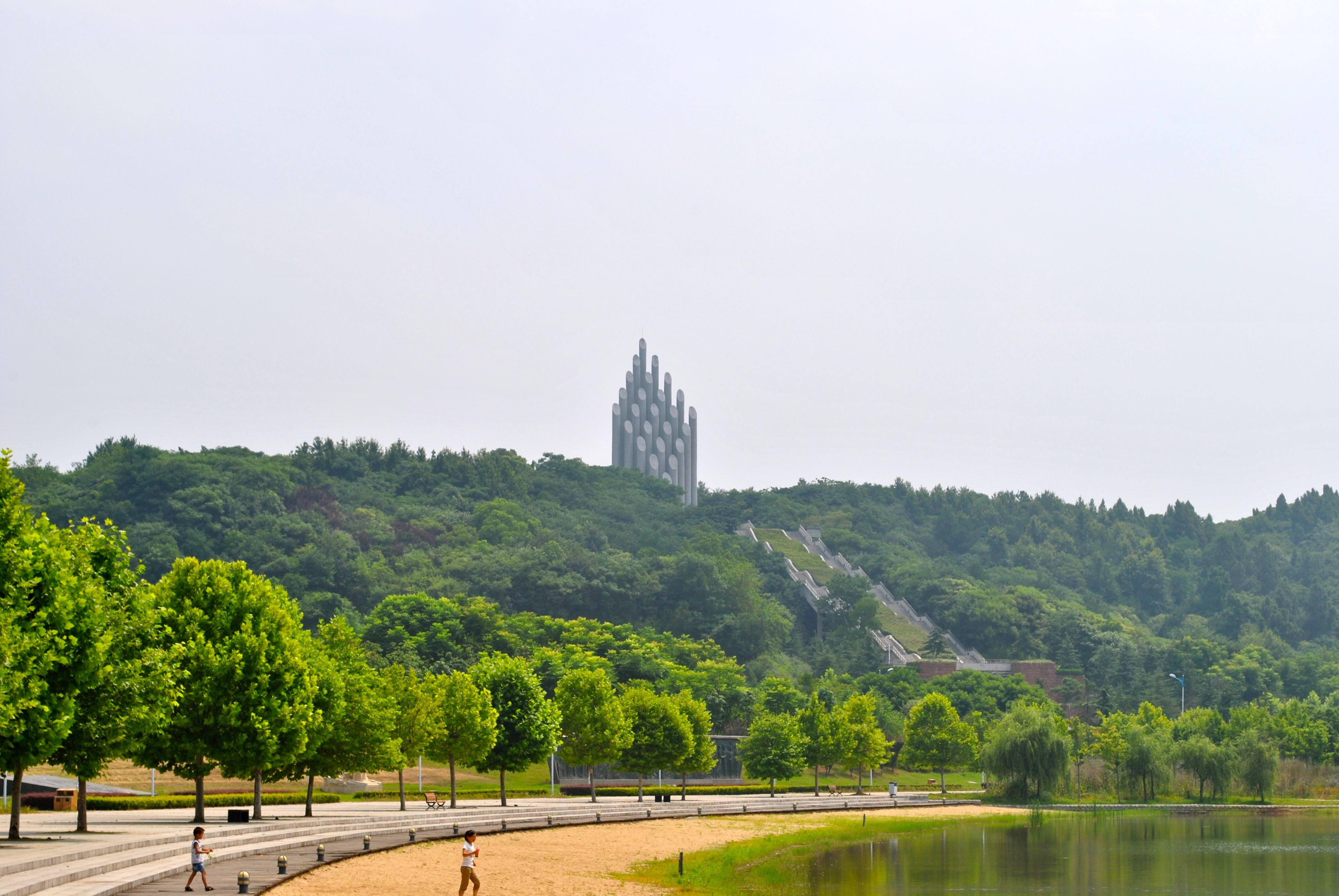
中山舰纪念碑
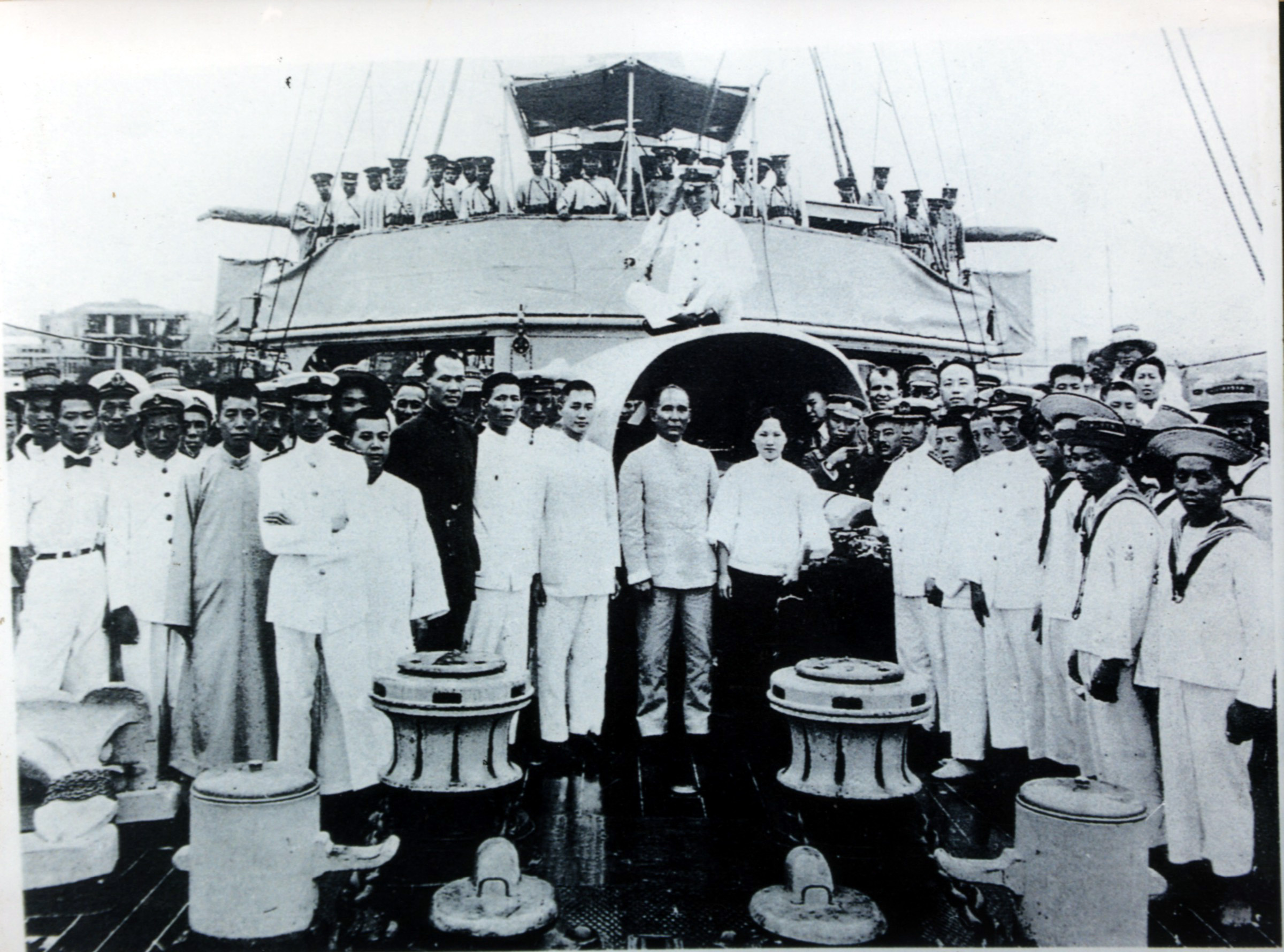
孙中山夫婦在船上与船员的合影，坐在105毫米艦炮（英语：10.5 cm SK L/40 naval gun）炮盾上的就是時任中山舰艦長馮肇憲
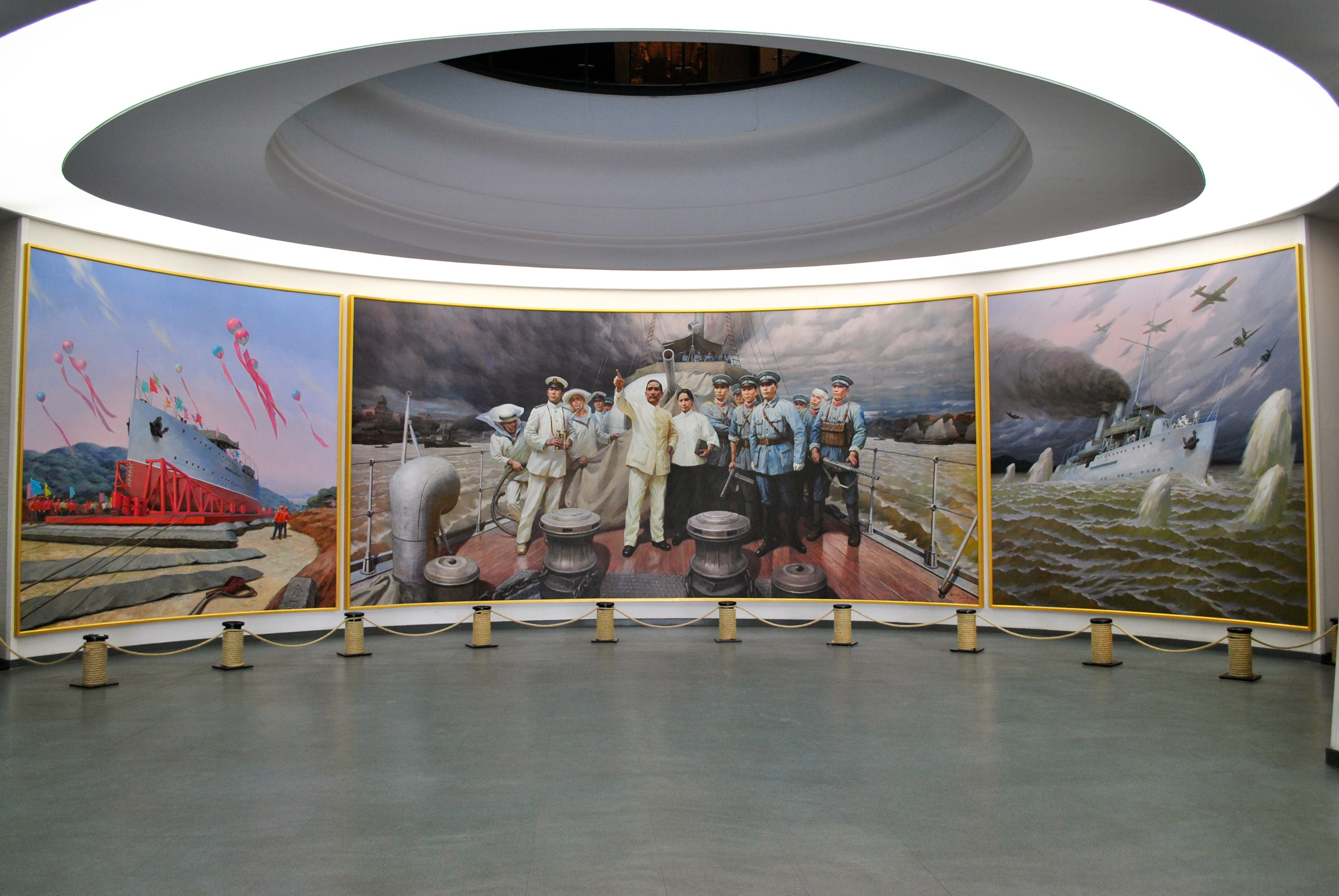
参考孙中山在中山舰上所留照片而制作的画像
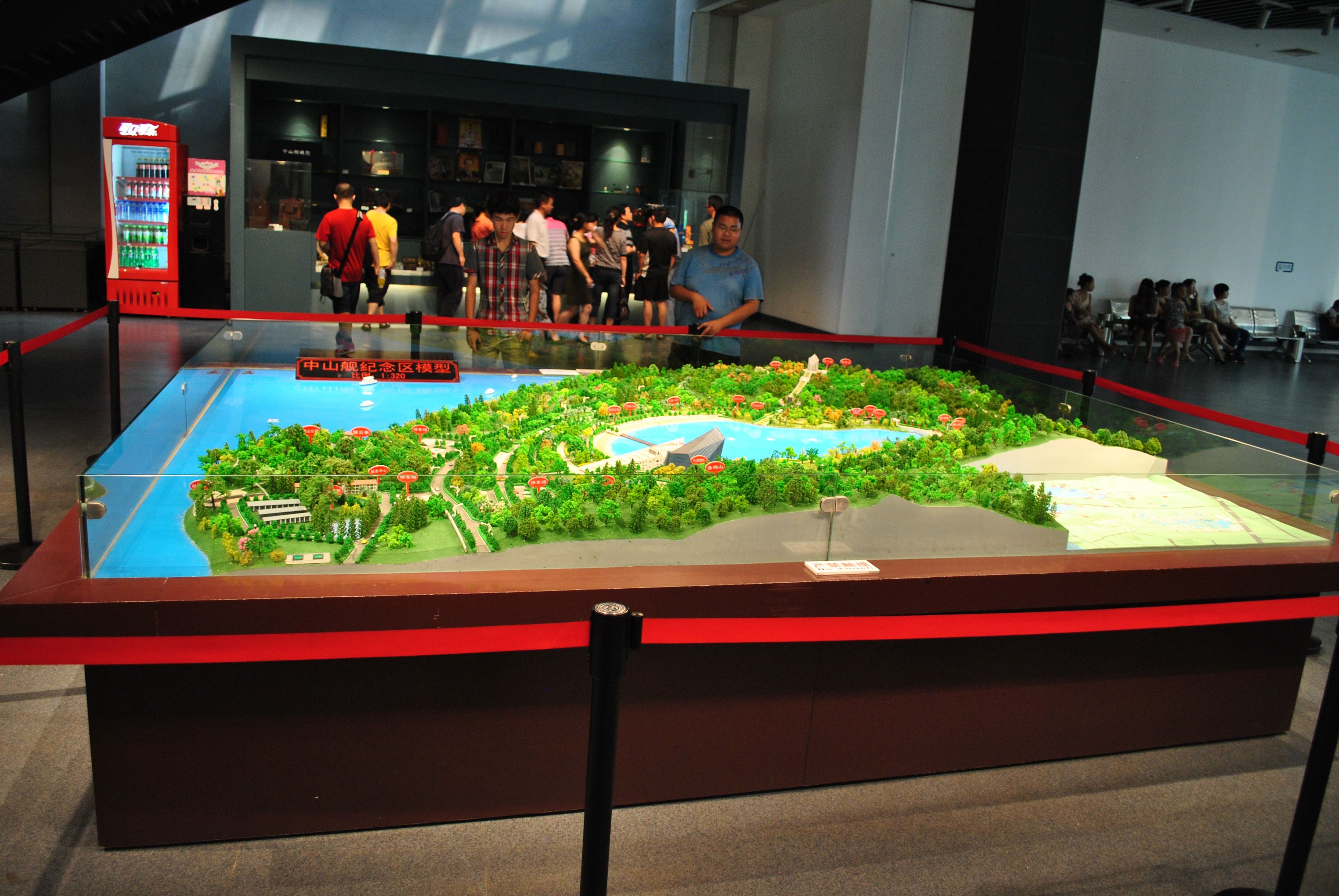
沙盒
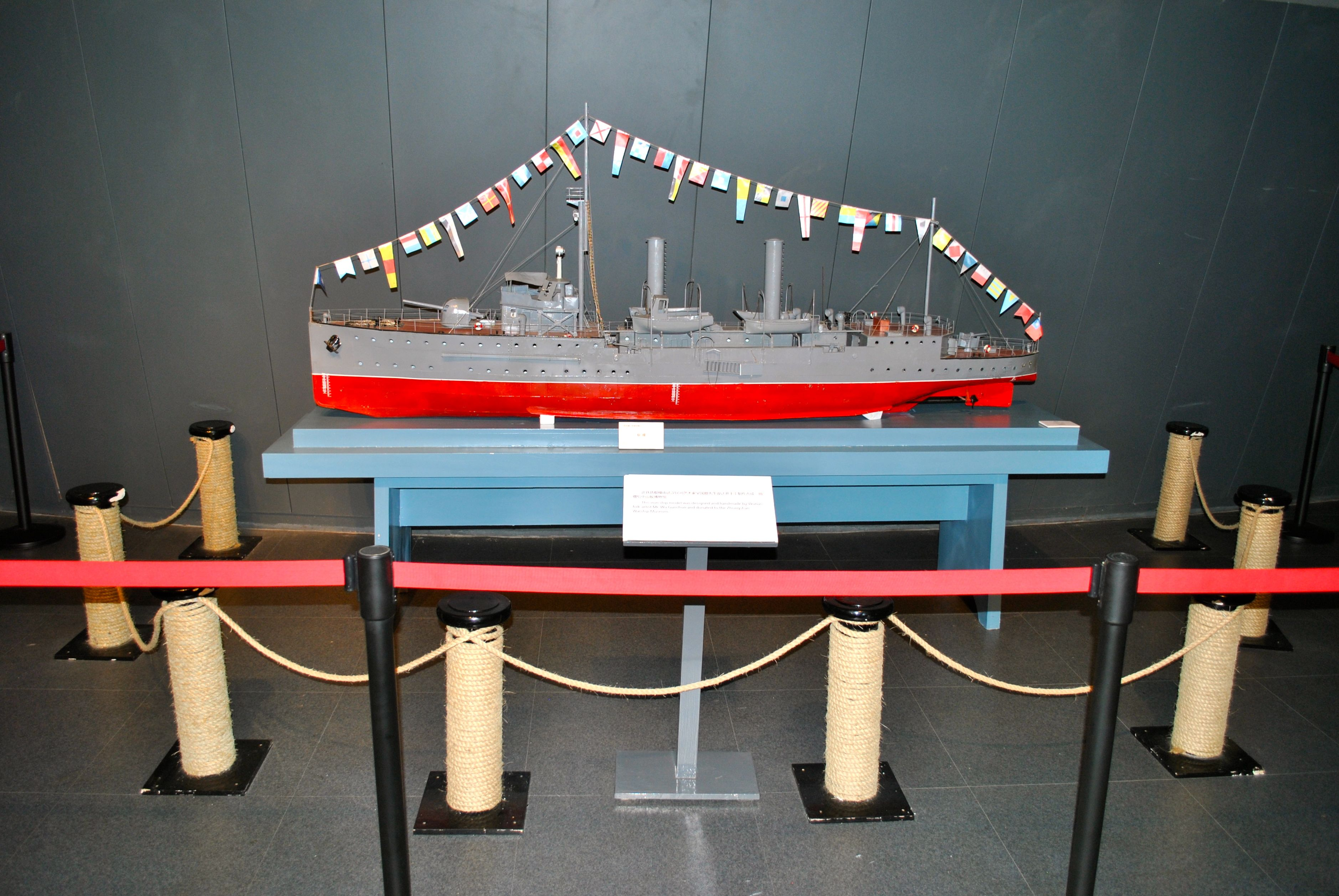
模型
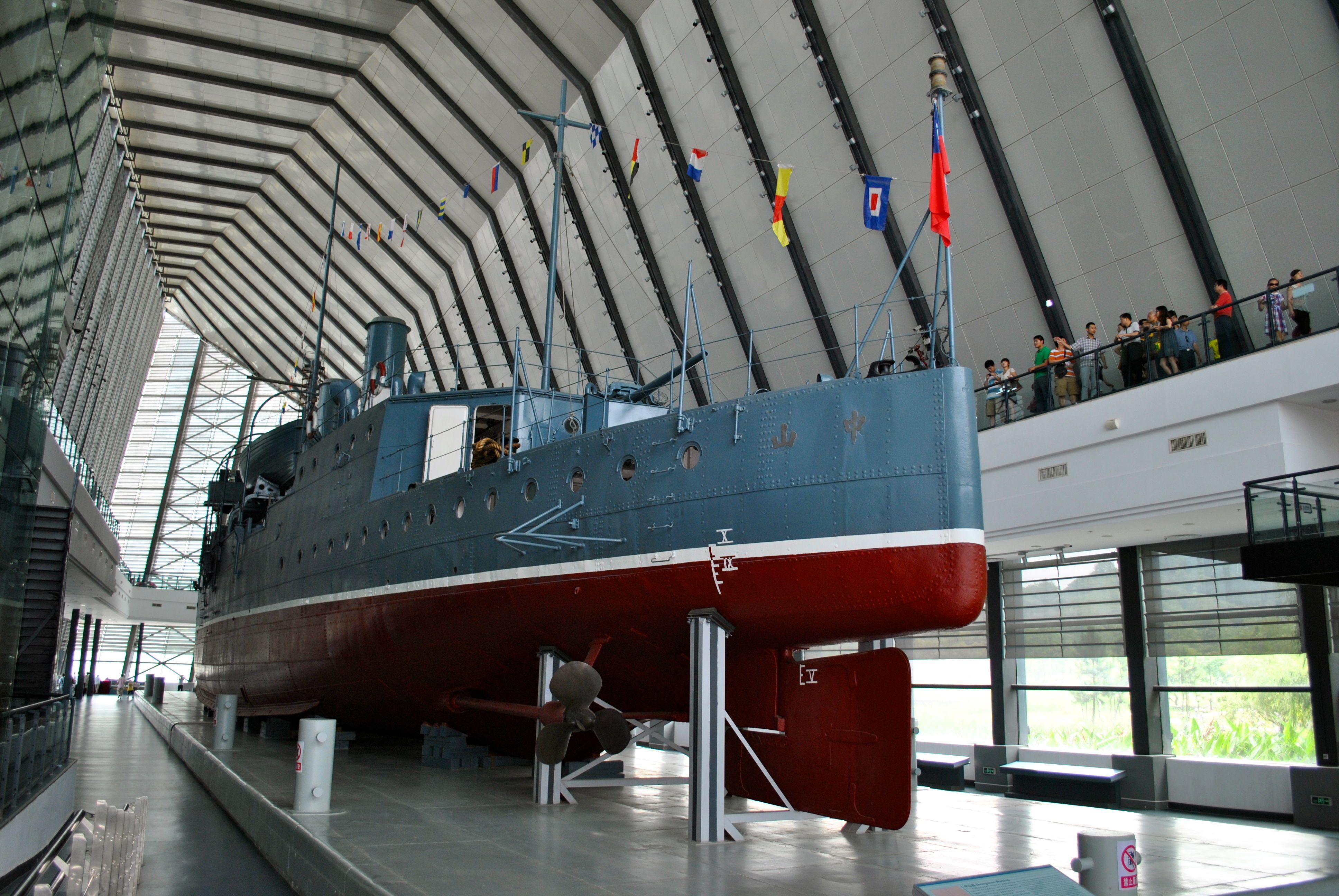
艦艉
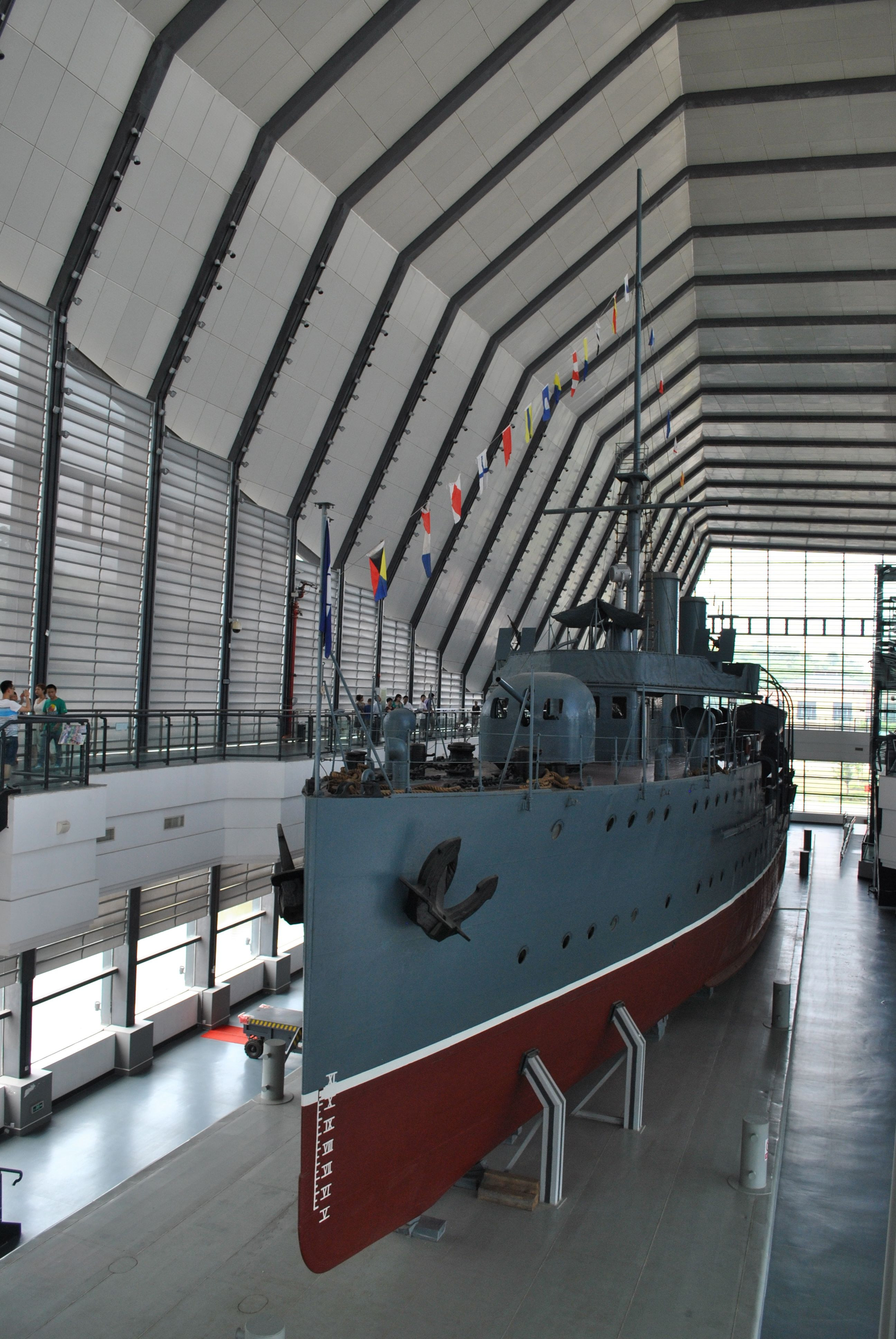
艦艏
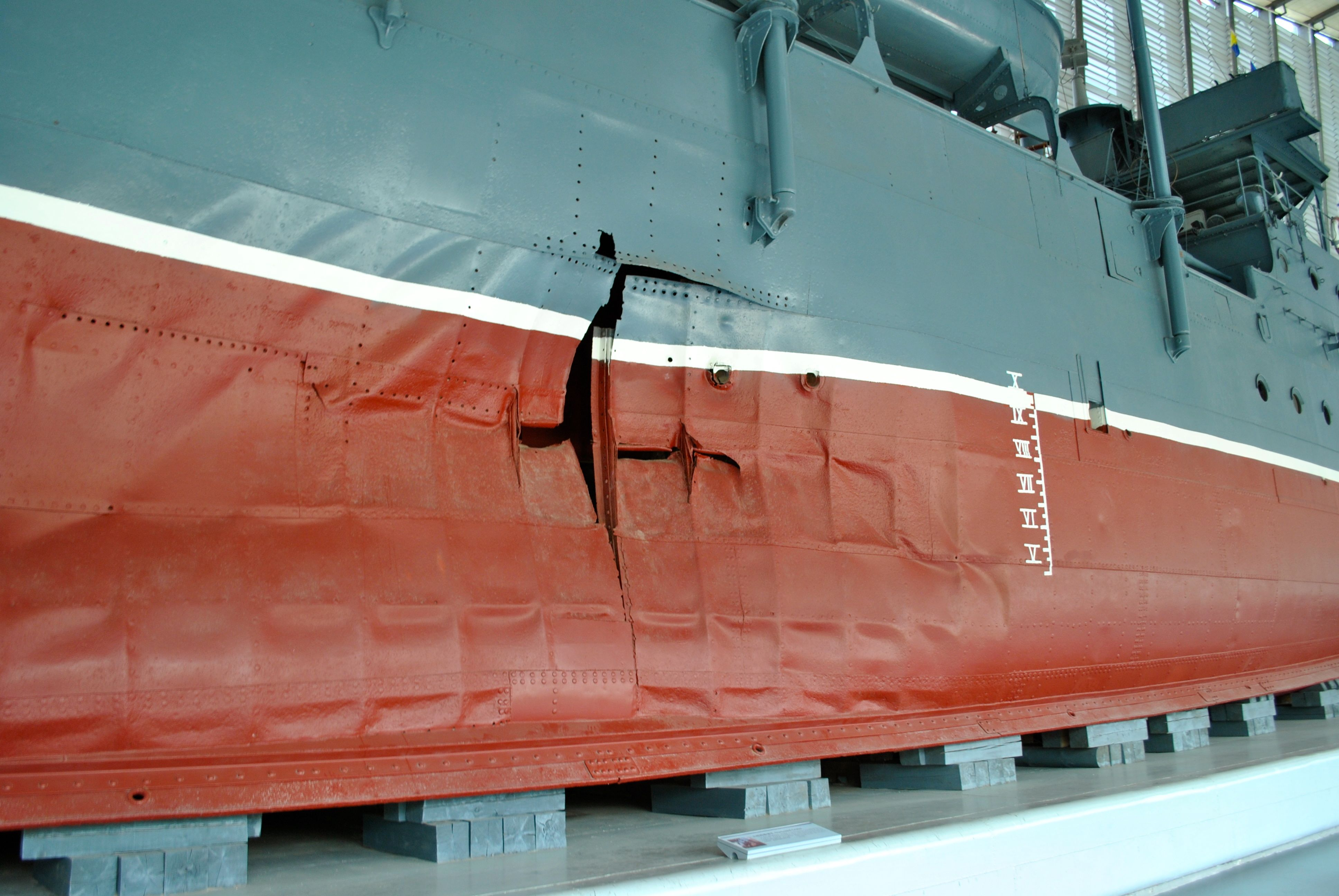
致中山舰沉没的洞
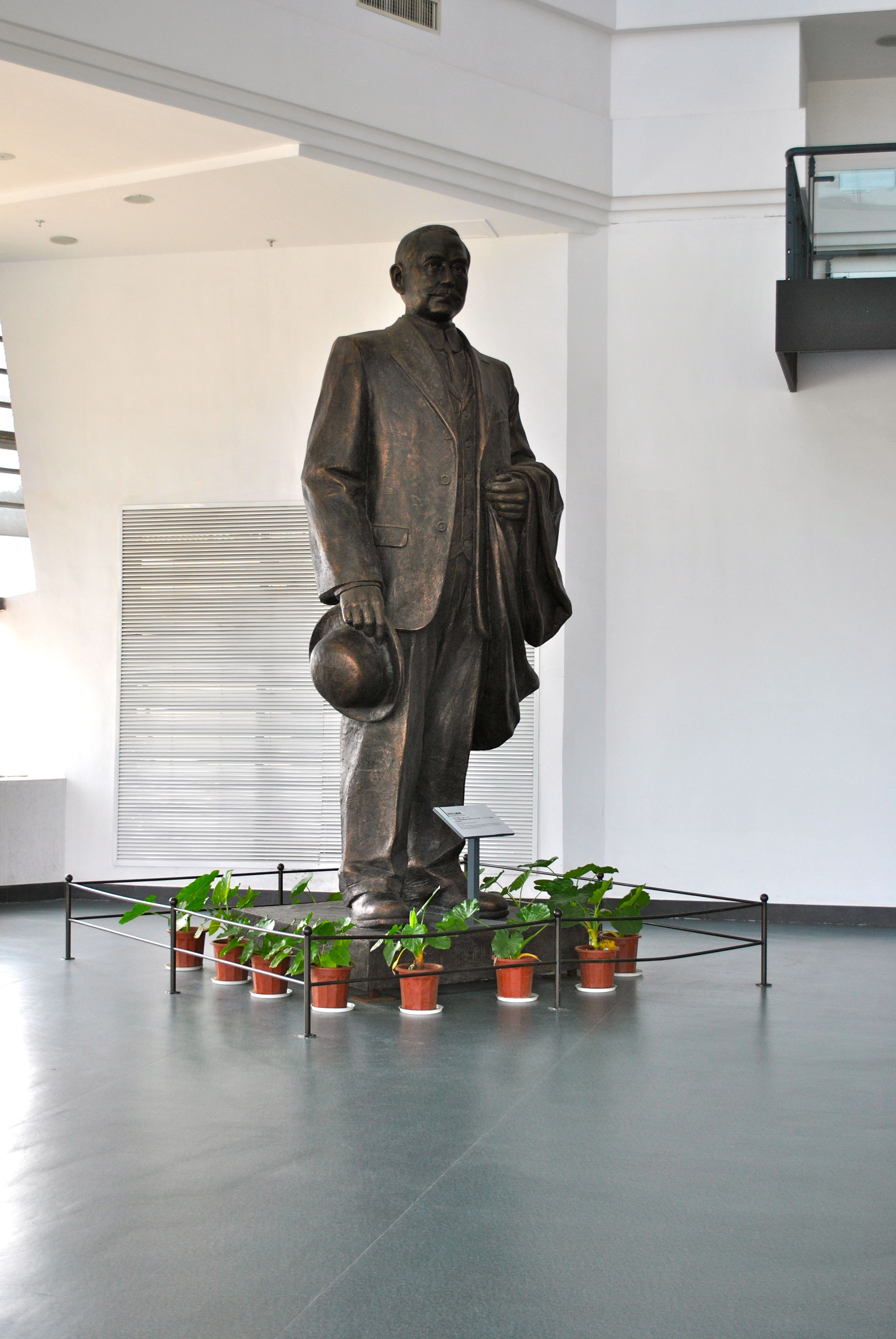
博物馆内的孙中山雕像
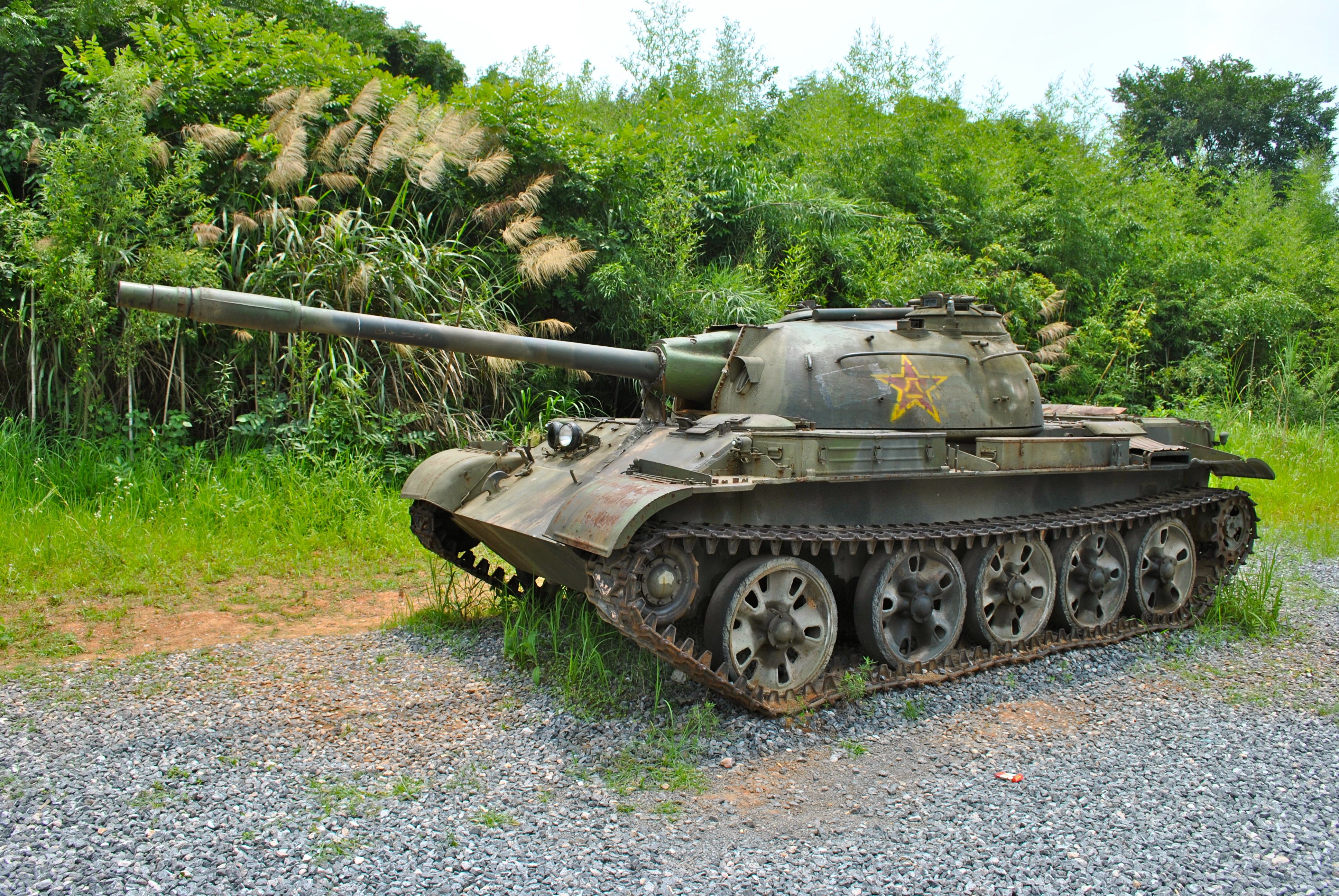
59式坦克
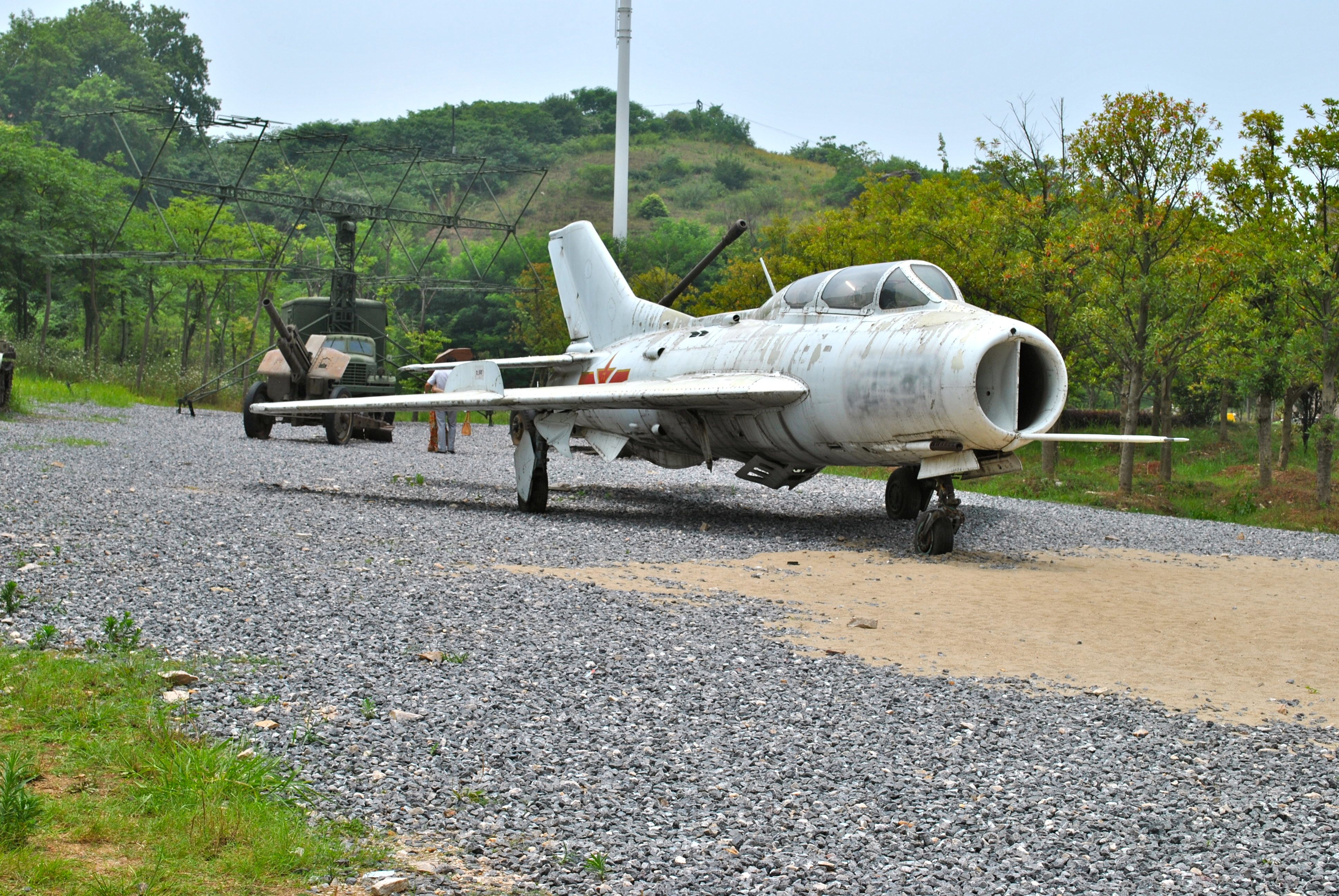
米格-15戰鬥機、54式加農砲與SA-2防空飛彈的火控雷達
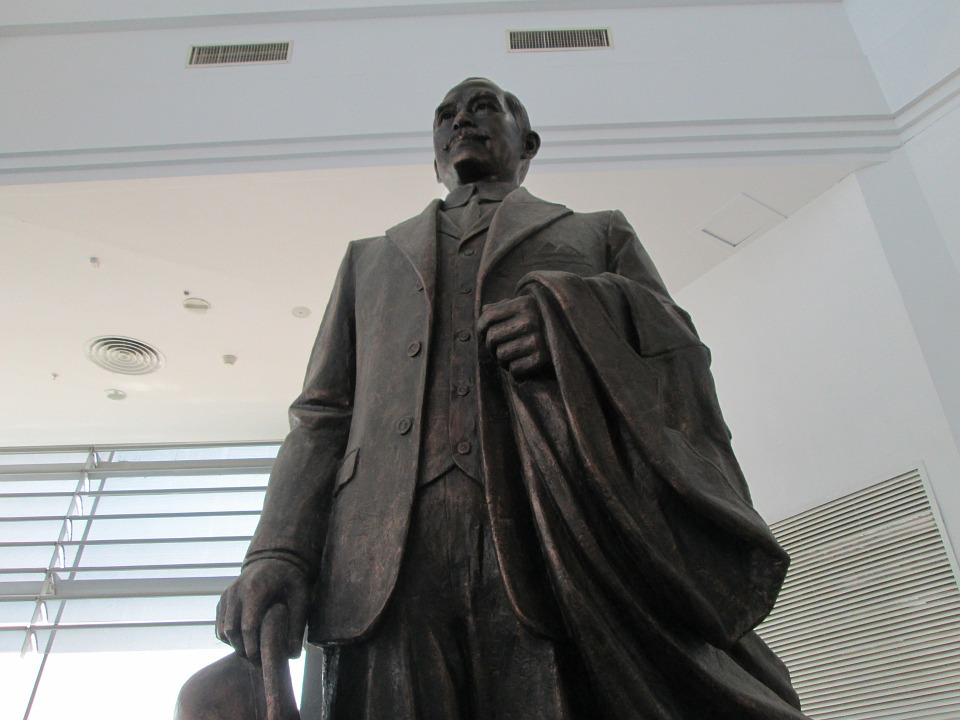